# Dofí tacat tropical
El dofí tacat tropical (Stenella attenuata) és una espècie de dofí que viu als oceans temperats i tropicals d'arreu del món. L'espècie començà a estar amenaçada a causa de la mort de milions d'exemplars en bous de pesca de tonyina. En la dècada del 1980 es començaren a utilitzar mètodes de pesca de tonyina respectuosos amb els dofins per tal de salvar-ne milions a l'est de l'oceà Pacífic.